# Émile Vercken
Émile Vercken (22. veljače 1903. — nije poznat nadnevak kad je umro) je bivši belgijski hokejaš na travi i atletičar. 
Na hokejaškom turniru na Olimpijskim igrama 1928. u Amsterdamu igrajući za Belgiju je osvojio 4. mjesto. Igrao je na mjestu napadača. Odigrao je jedan susret i postigao jedan pogodak. U susretu za broncu je Belgija izgubila od Njemačke.
Na istim Olimpijskim igrama se natjecao u atletici. Bio je članom belgijske štafete 4*400 metara koja je ispala u 1. natjecateljskom krugu.

## Vanjske poveznice
- Profil na Sports Reference.com  Arhivirana inačica izvorne stranice od 18. travnja 2020. (Wayback Machine)